# Brachychalcinus orbicularis
Brachychalcinus orbicularis es una especie de peces de la familia Characidae en el orden de los Characiformes.

## Morfología
Los machos pueden llegar alcanzar los 9 cm de longitud total.

## Alimentación
Come gusanos, insectos, crustáceos y materia vegetal

## Hábitat
Vive en zonas de clima tropical entre 18 °C - 24 °C de temperatura.

## Distribución geográfica
Se encuentran en Sudamérica:  cuencas costeras de Surinam y la Guayana.